# 奇蹟女孩歌舞祭典
《奇蹟女孩歌舞祭典》是世嘉於2015年12月17日發售的PlayStation Vita音樂遊戲軟件，收錄11部美少女主角動畫作品的22首主題曲。

## 概要
音樂遊戲，收錄《輕鬆百合》、《襲來！美少女邪神F》、《Vividred Operation》、《黃金拼圖》、《蒼藍鋼鐵戰艦》、《妄想探索社 Encore》、《Wake Up, Girls!》、《GO!GO!575》、《農林》、《未確認進行式》、《請問您今天要來點兔子嗎？》，共11部作品的劇中曲。
使用的語音中，有新錄語音。
略称，是在2015年9月20日的東京電玩展2015舞台上，由飾演三峰真白的吉田有里想出。
遊戲系統與世嘉發售的《初音未來 -名伶計畫-系列》相同。動作捕捉演員由Afilia Saga擔任。
預約特典為繪有所有登場人物的A3大小海報。
本篇發售時，PlayStation Store同時釋出免費体驗版。

## 故事
玩家是MGF的導演，為成功完成MGF，需要每次布置歌曲及服飾，推動演出。員工由《GO!GO!575》的成員擔任。

## 登場人物
輕鬆百合
- 赤座燈里 - 声：三上枝織
- 歲納京子 - 声：大坪由佳
- 船見結衣 - 声：津田美波
- 吉川千夏 - 声：大久保瑠美

襲來！美少女邪神F
- 奈亞子 - 声：阿澄佳奈
- 克子 - 声：松来未祐[註 1]
- 暮井珠緒 - 声：大坪由佳

Vividred Operation
- 一色茜 - 声：佐倉綾音
- 二葉葵 - 声：村川梨衣
- 三枝若葉 - 声：大坪由佳
- 四宮向日葵 - 声：内田彩
- 黑騎零 - 声：内田真礼

黃金拼圖
- 大宮忍 - 声：西明日香
- 愛麗絲·卡塔雷特 - 声：田中真奈美
- 小路綾 - 声：種田梨沙
- 猪熊陽子 - 声：内山夕實
- 九條可憐 - 声：東山奈央

蒼藍鋼鐵戰艦
- 伊歐娜 - 声：渕上舞
- 高雄 - 声：沼倉愛美
- 榛名 - 声：山村響

妄想探索社 Encore
- 鈴木結愛 - 声：西明日香
- 佐藤陽菜 - 声：明坂聰美
- 高橋葵 - 声：荻野可鈴
- 田中心春 - 声：大橋彩香

Wake Up, Girls!
- 島田真夢 - 声：吉岡茉祐
- 林田藍里 - 声：永野愛理
- 片山實波 - 声：田中美海
- 七瀨佳乃 - 声：青山吉能
- 久海菜菜美 - 声：山下七海
- 菊間夏夜 - 声：奥野香耶
- 岡本未夕 - 声：高木美佑

GO!GO!575
- 正岡小豆 - 声：大坪由佳
- 小林抹茶 - 声：大橋彩香
- 与謝野柚子 - 声：寿美菜子
- 小野小梅 - 声：芹澤優

農林
- 木下林檎 - 声：田村由香里
- 中澤農 - 声：花澤香菜

未確認進行式
- 夜之森小紅 - 声：照井春佳
- 夜之森紅緒 - 声：松井惠理子
- 三峰真白 - 声：吉田有里

請問您今天要來點兔子嗎？
- 心愛 - 声：佐倉綾音
- 智乃 - 声：水瀨祈
- 理世 - 声：種田梨沙
- 千夜 - 声：佐藤聰美
- 紗路 - 声：内田真礼
- 麻耶 - 声：德井青空
- 惠 - 声：村川梨衣

### 動作捕捉演員
- Wake Up, Girls!
- Afilia Saga（Ayami、Kohime、Maho、Miku、Myuna、Momoko、Louise、Raymee、Laura）
- IDOL COLLEGE（中島優衣、河東杏樹、南千紗登）
- Stand-Up! Hearts（内田琴音）

## 主題歌
片頭曲
作詞 - Giddy Garage、千葉"naotyu-"直樹，作曲、編曲 - 千葉"naotyu-"直樹
歌 - （正岡小豆（声：大坪由佳）、小林抹茶（声：大橋彩香））

## 收錄歌曲
輕鬆百合
襲來！美少女邪神F
Vividred Operation
- Vivid Shining Sky

黃金拼圖
- Jumping!!
- Your Voice

蒼藍鋼鐵戰艦
- Innocent Blue

妄想探索社 Encore
- Stand up!!!!

Wake Up,Girls!
- 7 Girls War

GO!GO!575
農林
- [註 2]

未確認進行式
請問您今天要來點兔子嗎？
- Daydream café

## 活動
2016年4月3日，由本作出演声優組合參加的Live & Talk Event《MIRACLE的GIRLS之FESTIVAL》（ミラクルなガールズのフェスティバル）在赤坂BLITZ舉行。《MIRACLE GIRLS FESTIVAL》實體版的初回購入特典附有本活動的優先預約票。
活動分為2部分，包括《MIRACLE GIRLS FESTIVAL》出演声優的談話部分，及「Wake Up, Girls!」、「世嘉硬件女孩」、「Afilia Saga」的現場表演部分。

## 脚注

### 註解
1. ↑  由於松来在發售前的2015年10月27日去世，未能收錄新語音，故克子的語音使用動畫收錄版，未有收錄標題及部分訊息[2]。
2. ↑  官方無區別表記，不過開啟觀眾聲音後，就會變成這首歌。

## 外部連結
- 官方网站